# Slunečná (Želnava)
Slunečná (dříve Žumberk, německy Sonnberg) je malá vesnice, část obce Želnava v okrese Prachatice v Jihočeském kraji. Nachází se asi jeden kilometr severovýchodně od Želnavy. Prochází zde silnice I/39. Je zde evidováno 7 adres. V roce 2011 zde trvale žilo šest obyvatel.
Slunečná leží v katastrálním území Želnava o výměře 10,34 km².

## Historie
První písemná zmínka o vesnici pochází z roku 1370. V roce 1843 zde stálo 13 domů a žilo 139 obyvatel. Ves byla v letech 1938 až 1945 v důsledku uzavření Mnichovské dohody přičleněna k nacistickému Německu.

## Obyvatelstvo
| Rok            | 1869 | 1880 | 1890 | 1900 | 1910 | 1921 | 1930 | 1950 | 1961 | 1970 | 1980 | 1991 | 2001 | 2011 | 2021 |
| -------------- | ---- | ---- | ---- | ---- | ---- | ---- | ---- | ---- | ---- | ---- | ---- | ---- | ---- | ---- | ---- |
| Počet obyvatel | 210  | 236  | 226  | 228  | 216  | 232  | 231  | 2    | 36   | 30   | 9    | 9    | 2    | 6    | 7    |
| Počet domů     | 17   | 20   | 26   | 22   | 23   | 24   | 25   | 3    | 3    | 3    | 2    | 2    | 5    | 4    | 3    |

## Obecní správa
Při sčítání lidu v letech 1850–1949 Slunečná byla osadou obce Záhvozdí v okrese Český Krumlov (v letech 1850–1910 Krumlov). V letech 1950–1952 byla součástí Bělé v okrese Prachatice. V letech 1953–1980 byla částí obce Želnava v okrese Prachatice. Od 1. července 1980 do 30. dubna 1991 byla částí obce Nová Pec v okrese Prachatice. Od 1. května 1991 je opět částí obce Želnava v okrese Prachatice.